# 大竹市消防本部
大竹市消防本部（おおたけししょうぼうほんぶ）は、広島県大竹市の消防部局（消防本部）。管轄区域は大竹市全域。

## 概要
- 消防本部: 大竹市立戸1丁目2-10
- 管内面積: 78.66km2
- 職員数: 47人
- 消防署1カ所

### 主力機械
2015年4月1日現在
- 消防ポンプ自動車：2
- 水槽付消防ポンプ自動車：1
- ポンプ付救助工作車：1
- 化学消防自動車：1
- 泡放射砲車：1
- 泡原液搬送車：1
- 救急自動車：3
- 指揮車：1
- 多目的車：1

## 沿革
- 1950年
  - 3月25日 大竹町消防本部が発足する。
  - 8月1日 大竹町消防署を設置する。
- 1954年9月1日 周辺町村との合併に伴い、大竹市が発足する。
- 2012年12月28日 一般の消防隊の装備では対応困難な特殊災害に出動し、科学的知識・各種資機材等を活用して活動を行う化学機動隊「OTAKE HAZMAT」が発隊する。

## 組織
- 本部 - 消防課
- 消防署

## 消防署
| 消防署       | 住所          |
| ------------ | ------------- |
| 大竹市消防署 | 立戸1丁目2-10 |